# البوسنة والهرسك العثمانية

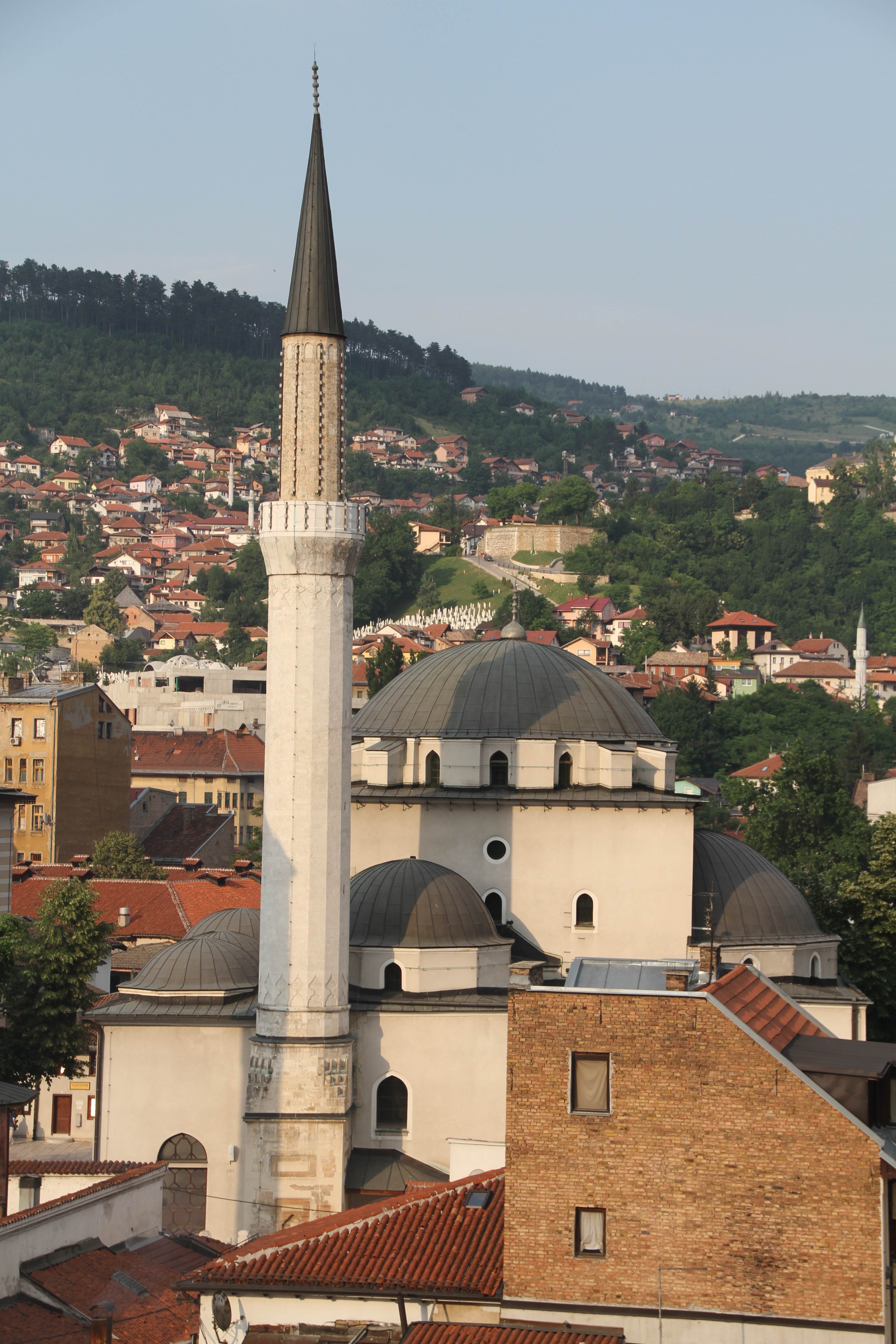
جامع الغازي خسرو بك في سراييفو، البوسنة والهرسك.

البوسنة والهرسك في العهد العثماني هي الفترة التي ظلت فيها البوسنة والهرسك تحت حكم الدولة الإسلامية العثمانية واستمر من الأعوام 1463م / 1482م حتى عام 1878م عندما استولت الإمبراطورية النمساوية المجرية على البوسنة.  يعد وصول العثمانيين الحدث الأكثر أهمية في تاريخ البوسنة والهرسك وكان له عواقب دينية ولغوية وثقافية وسياسية وعسكرية هائلة على منطقة البوسنة والهرسك الحالية.
في عهد الحكم العثماني، ظهر الإسلام واليهودية لأول مرة بشكل مهم في البوسنة، في حين غطت الأرثوذكسية كامل مساحة الدولة الحالية. كان للسياسيين والمفكرين من أصل بوسني تأثير على التاريخ يتجاوز حدود وطنهم، وتم بناء مدن مثل سراييفو وموستار في البوسنة ، ومعها أشياء معمارية رائعة مثل جسر موستار ومسجد فرحات باشا في بانيا لوكا الذي دُمر عام 1993 خلال الحرب في البوسنة والهرسك، ثم تم إعادة بنائه وكان يعتبر واحدا من الإنجازات العثمانية الأكثر اكتمالا في البوسنة والهرسك وتحفة من العمارة الإسلامية قبل تدميره، ومسجد فرحات باشا في سراييفو. وتعود الحدود الحديثة للبوسنة والهرسك أيضًا إلى هذه الفترة.
اعتنق البوسنيون الذين وقعوا تحت الحكم العثماني في عام 1463م الإسلام، وسمحت الإدارة العثمانية التي للبوسنويين الذين لم يقبلوا الإسلام بأداء واجباتهم الدينية، كما أثر الحكم العثماني أيضاً على تقاليد وثقافة البوسنيين من خلال المباني والمساجد التي بنتها الدولة العثمانية على الأراضي البوسنوية. 
خلال فترة الحكم العثماني، التي استمرت حتى عام 1878م، تم تعيين العديد من البوسنيين في مناصب مهمة في إدارة الدولة. 

## الفتح العثماني
بدأ الفتح العثماني للبوسنة والهرسك في عام 1384م وامتد بعد ذلك إلى بوسانسكو كراييتي. 
فتح العثمانيون سلافونيا ومعظم المجر بحلول عام 1541م.
فتح العثمانيون مملكة البوسنة عام 1463م، والهرسك في 1482م واستغرق الأمر قرنًا آخر للأجزاء الغربية من دولة البوسنة الحالية جزءًا من الدولة العثمانية.
استمر الحكم العثماني لأكثر من أربعمائة عام حتى عام 1878م، على الرغم من أن البوسنة والهرسك ظلت اسميًا أرضًا عثمانية (بدون حكم فعال فعلي) حتى عام 1908م، عندما أصبحت رسميًا جزءًا من النمسا والمجر.

## دخول الإسلام
اعتنق عدد كبير من البوسنويين الإسلام بعد سيطرة الدولة العثمانية على المنطقة في النصف الثاني من القرن الخامس عشر. ويُقدَّر أن هذا التغيير الديني لم يحدث فجأة، بل كان عملية تدريجية استندت إلى قواعد مختلفة فرضها العثمانيون. استغرق الأمر أكثر من مائة عام حتى أصبح الإسلام هو الدين السائد.  الرأي العام بين العلماء هو أن السكان البوسنويين لم يتم أسلمتهم باستخدام أساليب التحويل العنيفة، وأن هذه العملية كانت سلمية وطوعية. 
وفي نهاية المطاف، اعتنق كافة المسيحيين البوسنويين الإسلام. هناك ادعاءات متضاربة بشأن النسب الدقيقة أو مدى طوعية هذا الأمر. وبما أن أقدم السجلات العثمانية تميز بوضوح بين المسيحيين البوسنيين والكاثوليك أو الأرثوذكس، فهناك إجماع عام على أن عدد المسيحيين في بعض الأوقات خلال فترة الحكم العثماني لم يتجاوز بضع مئات من الأشخاص، ويرجع ذلك أساسًا إلى انتشار الإسلام.
خلال الحكم العثماني، تغير أيضًا الهيكل العرقي والديني للبوسنة والهرسك. وانسحب العديد من البوسنيين الكاثوليك إلى كرواتيا التي كانت تحت سيطرة النمسا الهابسبورغية بعد الفتح العثماني لمعظم مملكة المجر، وإلى دالماسية التي كانت تحت سيطرة جمهورية البندقية بعد انهيار المجر . وعلى النقيض من ذلك، خضعت كرواتيا لعدة قرون للحكم النمساوي المجري، بينما خضعت البوسنة للحكم العثماني. 
هاجر المسلمون من الشمال والغرب إلى البوسنة، وشكلوا جيبًا إسلاميًا كثيفًا في الزاوية الشمالية الغربية من بيهاتش .

## الهيكل الإداري
أثر الحكم العثماني على إنشاء وتطور العديد من المدن الجديدة في البوسنة، بما في ذلك سراييفو وموستار، فضلاً عن العديد من الأعمال المعمارية. وكان السبب الرئيسي في ذلك هو الاحترام الذي كان يحظى به البوسنيون في نظر السلاطين والعثمانيين.
كما دعمت الدولة العثمانية العلاقات الوثيقة مع البوسنويين، وخلال الفترة العثمانية شعر العديد من العثمانيين بالثقة والقرب من البوسنيين.

## نهاية الحكم العثماني
نتيجة للضغوط التي مورست على إسطنبول من قبل الحلفاء، الذين قرروا تفكيك الدولة العثمانية الضعيفة، انتهت الإدارة العثمانية في البوسنة دون قتال، وعلى طاولة المفاوضات، وخضعت لسيطرة الإمبراطورية النمساوية المجرية.

## معرض الصور
|  |  |  |